# Морфилл, Уильям Ричард
Уильям Ричард Морфилл (англ. William Richard Morfill; 17 ноября 1834, Мейдстон — 9 ноября 1909, Оксфорд) — английский славист, профессор русского и славянских языков Оксфордского университета (с 1900). Член Британской академии (с 1903).
Первый профессор русского языка в Великобритании.

## Биография
Сын музыканта. После учёбы в Maidstone Grammar School и школе Тонбриджа, окончил колледж Корпус-Кристи Оксфордского университета.
В 1865—1869 читал лекции по философии и современной истории в университете. В 1870 году интересуясь славянскими языками, впервые посетил Россию, в 1871 — Прагу, путешествуя, занимался изучением языков; в 1888 году, побывав в Грузии, написал статью о грузинской литературе. Много путешествовал не только по России и Польше, посетил Чехию и Словакию, Сербию, Болгарию и другие славянские страны, занимался изучением грамматик народов населявших их, словарей и политической и культурной истории.
В 1883 года написал труд «Рассвет европейской литературы: славянская письменность».
Основательно изучив Россию, её историю, литературу, общественную жизнь, с 1890 был преподавателем русского и других славянских языков в Оксфордском университете. В своей вступительной лекции «An essay on the importance of the study of the slavonic languages» (Л., 1890), разобрав историю англо-русских отношений, подробно останавливался на важности славянских языков для изучения сравнительной филологии, а также для целей практических, военных и политических. В сочинении «Russia» (Л., 1880) рассматривал физическую географию и этнологию России, её язык, литературу и искусство, главнейшие русские города, социальную, политическую и религиозную жизнь русского народа, его занятия и в кратких чертах изложил его историю. Две последние главы труда посвящены истории и литературе Польши. В серии исторических сочинений, выходивших под заглавием «History of Nations», ему принадлежат «Russia» (Л., 1890) и «Poland».
Автор «Истории России от рождения Петра Великого до смерти Александра II» (1902) и ряда книг по грамматике польского, сербского, болгарского и русского языков, переводов. Им составлены также история славянских литератур. Автор статей для Оксфордского словаря английского языка.
Благодаря своей неутомимой работе, Морфилл был пионером в новой области научного исследования.
В 1908 году удостоен звания почётного доктора Карлова университета в Праге.

## Научные труды
- William Richard Morfill. A Simplified Grammar of the Polish Language. — Trübner, 1884.
- William Richard Morfill. Simplified Grammar of the Serbian Language. — Trübner, 1887.
- William Morfill (1896). The Book of the Secrets of Enoch (or 2Enoch), translated from Mss Russian Codex Chludovianus, Bulgarian Codex Belgradensi, Codex Belgradensis Serbius. In Rev. Marco Lupi Speranza / Marco Enrico de Graya (introduction by), I Libri di Enoch – Edizione integrale restaurata, Lulu Press, Raleigh (NC) 2018, translated by Rev. Marco Lupi Speranza, ISBN 978-0-24-499608-6. Integrated edition of 1 Enoch, 2 Enoch, 3 Enoch, The Book of Giants, The Book of Noah, The Genesis Apocryphon, Apocalypse and Triumph of Melchisedec, and other Manuscripts of Qumran.
- William Richard Morfill. A Short Grammar of the Bulgarian Language: With Reading Lessons. — Kegan Paul, Trench, Trübner & Company Limited, 1897.
- William Richard Morfill. A Grammar of the Russian Language. — Clarendon Press, 1889.
- William Richard Morfill. The Story of Russia. — G.P. Putnam's Sons, 1890.
- William Richard Morfill. A Grammar of the Bohemian or Czech language. — Clarendon Press, 1899.
- William Richard Morfill. A History of Russia from the Birth of Peter the Great to the Death of Alexander II. — Methuen, London, 1902.
- Morfill, William Richard (1904). Slavonic Religion. Religious Systems of the World: A Contribution to the Study of Comparative Religion. I. Swan Sonnenschein & Co.: 266. Дата обращения: 4 июня 2015.